# Muley Xeque
Muley Xeque (en árabe, مولاي الشيخ Mawlay al-Shayj) fue un príncipe saadí nacido en Marrakech en 1566 y muerto en Vigevano (Ducado de Milán, Italia) en 1621. Exiliado en España, se convirtió a la religión católica en Madrid y fue conocido como Felipe de África y popularmente con el sobrenombre de El Príncipe Negro.

## Biografía
Era hijo del sultán saadí Muhammad al-Mutawkkil, quien después de reinar entre 1574 y 1576 fue destronado por su tío Abd al-Malik al-Mutasim bi-l-lah (1576-1578). Ayudado por tropas portuguesas al mando del rey Don Sebastián, al-Mutawakkil se enfrentó a su rival el 4 de agosto de 1578 en la llamada Batalla de los Tres Reyes, que se saldó con la derrota portuguesa y en la que perdieron la vida los tres monarcas, dando paso al reinado de Ahmad al-Mansur, hermano de Abd al-Malik. 
Muley Xeque, exiliado tras la batalla, llegó a España a la edad de doce años. Tras una estancia en Portugal, residió en Carmona de 1589 a 1593. Según Lope de Vega, que fue su amigo personal y a cuya comedia El bautismo del príncipe de Marruecos se deben parte de los datos que se conocen sobre el personaje, Muley Xeque decidió abandonar el islam después de asistir, en Andújar a la romería de la Virgen de la Cabeza en 1593.
En 3 de noviembre de 1593 fue bautizado en el Monasterio de San Lorenzo de El Escorial, apadrinado por Felipe II, de quien recibió el nombre y por la infanta Isabel Clara Eugenia. Fue nombrado grande de España y comendador de la Orden de Santiago.
Fue un personaje conocido de la alta sociedad madrileña de la época. Residió en un palacete en la confluencia de las calles de Huertas y del Príncipe, en el lugar que luego ocupó el Palacio de Santoña. Amigo de Lope, el poeta le dedicó su soneto 148:

Alta sangre real, claro Felipe,
a cuyo heroico y generoso pecho
el límite africano vino estrecho,
aunque en grandeza a Europa se anticipe,
porque el cielo ordenó que participe
de otro imperio mayor vuestro derecho
y que se ocupen en tan alto hecho
los cisnes de las fuentes de Aganipe;
tanto os estima a vos, Príncipe, solo,
que un día aventuró para ganaros
con cuatro reyes veinte mil personas,
trocando el bajo por el alto polo,
a Fez en Fe, y a vuestros montes claros
por claros cielos y por mil coronas.

Al producirse la expulsión de los moriscos, la presencia de un antiguo musulmán en la corte se volvió incómoda, razón por la cual Muley Xeque se trasladó a las posesiones españolas en Italia y murió en Vigevano, cerca de Milán, donde supuestamente está enterrado aunque no se conoce con exactitud el lugar de su sepultura. Un cronista de Vigevano, Matteo Gianolio di Cherasco, recogió la azarosa vida de Muley Xeque en un libro titulado Memorie storiche intorno la vita del real principe di Marocco Muley-Xeque, que es otra de las fuentes históricas sobre la vida de este personaje. 
Muley Xeque tiene dedicada una calle con el nombre de Felipe de África, en Valdemorillo, pueblo de la provincia de Madrid donde residió un tiempo antes de su bautismo. En Getafe existe otra calle del mismo nombre, pero no se refiere a este Muley Xeque sino a otro príncipe marroquí que, años más tarde, se hizo bautizar con este mismo nombre. Algunos autores han supuesto que la calle del Príncipe, en Madrid capital, también se bautizó así en su honor, aunque el erudito Mesonero Romanos, cronista de la Villa de Madrid, lo desmiente apuntando el dato de que dicha calle ya llevaba ese nombre en 1568, y el Príncipe Negro no llegó a España al menos hasta 1580, y no recibió título de príncipe hasta 1593, fecha de su comentado bautismo.

## Títulos, órdenes y empleos

### Títulos
- Grande de España de Primera Clase[3] (Personal)
- Príncipe o infante de Marruecos.[Nota 1][4][5]
- Príncipe de Fez.[6]

### Órdenes
- Orden de Santiago
  - 14 de febrero de 1596:  Comendador de Bedmar y Albanchez.[7][8]
  -  Caballero.

### Empleos
- Capitán de Caballería.

## Nota
1. ↑  Títulos bajo los que se conocía en el Reino de Castilla a partir del momento de su conversión.